# Wolfgang Wahl
Wolfgang Wahl (* 3. Dezember 1925 in Münster; † 15. September 2006 in Germering) war ein deutscher Schauspieler und Hörspielsprecher.

## Leben
Der gebürtige Westfale ist Sohn des langjährigen Spielleiters des WDR-Vorläufers, des NWDR „Sender Köln“, Wilhelm Wahl, und einer Schauspielerin. Wahl wollte zunächst zur See fahren, rückte aber wegen seiner Kriegserlebnisse als Kadett auf dem Schulschiff Horst Wessel von diesem Berufswunsch ab. Bald erkannte er sein Talent als Schauspieler und ließ sich ab 1947 bei Gustaf Gründgens in Düsseldorf ausbilden. Bis 1951 verblieb er am Düsseldorfer Schauspielhaus, später band er sich an das Schauspielhaus Zürich und an das Hamburger Thalia Theater.
Gastspiele gab er unter anderem bei den Münchner Kammerspielen, bei den Ruhrfestspielen Recklinghausen und an der Freien Volksbühne Berlin. Der sowohl im dramatischen wie auch im komischen Fach begabte Darsteller spielte Rollen in Theaterstücken Shakespeares und Komödien Sternheims. In 200 Aufführungen, unter anderem auf Tourneen mit Stars wie Hildegard Knef, stand Wahl auf der Bühne.
Popularität erreichte er als Filmschauspieler; seit den 1950er-Jahren stand er unter anderem mit Joachim Fuchsberger, Johannes Heesters, Heinz Rühmann, O. W. Fischer, Peter Alexander, Romy Schneider und Paul Hubschmid vor der Kamera. Darunter waren Kriminalfilme (Gestatten, mein Name ist Cox – 1955, Nick Knattertons Abenteuer – 1959) und Heimatfilme (z. B.: Wenn die Heide blüht – 1960, Lieder klingen am Lago Maggiore – 1962). In Gestatten, mein Name ist Cox spielte er den Privatdetektiv Thomas Richardson, eine Figur, die er bereits in dem ersten Hörspiel gleichen Titels 1952, damals an der Seite von Carl-Heinz Schroth darstellte. Im Jahr darauf spielte er unter Regisseur Eduard Hermann die Rolle des Roger Shelly in dem Mehrteiler Paul Temple und der Fall Vandyke von Francis Durbridge, mit René Deltgen, Annemarie Cordes und Kurt Lieck. 1956 sprach er in dem Hörspiel So weit die Füße tragen (Regie: Franz Zimmermann) von Josef Martin Bauer die Rolle des Kriegsgefangenen Clemens Forell, dem es gelang aus einem ostsibirischen Gefangenenlager zu fliehen. Darüber hinaus kam er noch in vielen weiteren Hörspielen zum Einsatz.
Daneben war er in Literaturverfilmungen zu sehen, wie der von Stefan Zweigs Schachnovelle (1960) oder Alfred Weidenmanns Thomas-Mann-Adaption Buddenbrooks (1959). Auch an Edgar-Wallace- und Simmel-Verfilmungen war Wolfgang Wahl beteiligt.
Als Fernsehschauspieler wirkte er u. a. bei Krimiserien wie Sonderdezernat K1, Der Kommissar, Derrick, Der Alte, Ein Fall für zwei, SOKO 5113, Die Männer vom K3 oder Tatort mit. Aus seinem Filmschaffen seien unter anderem der Fernsehklassiker Meuterei auf der Bounty (1973, ZDF), der Psychokrimi Gesichter des Schattens (1984) oder Dieter Wedels Mehrteiler Der große Bellheim erwähnt. Wolfgang Wahl spielte u. a. mit Inge Meysel, Axel von Ambesser, Evelyn Hamann, Willy Millowitsch oder Klausjürgen Wussow in Fernsehserien wie Hotel Paradies, Das Erbe der Guldenburgs, Die Schwarzwaldklinik, Alles Glück dieser Erde, Glückliche Reise oder Großstadtrevier in teils tragenden Rollen. Seine letzte Rolle spielte er Mitte der 1990er-Jahre als Karl Kadenbach in der Serie Dr. Stefan Frank – Der Arzt, dem die Frauen vertrauen.
Als Synchronsprecher lieh er seine markante Stimme u. a. Fred MacMurray (In Acht und Bann), Raymond Burr (Der Gnadenlose) und John Mills (Herr im Haus bin ich).
Bis zu deren Tod 1975 war Wolfgang Wahl mit der Schauspielerin Ruth Stephan liiert, aber nicht verheiratet. Er selbst war in seinen letzten Lebensjahren aufgrund einer schweren Krankheit auf einen Rollstuhl angewiesen. Er starb, von der öffentlichen Aufmerksamkeit unbemerkt, am 15. September 2006 im Alter von 80 Jahren.

## Filmografie
- 1953–1954: Schule für Eheglück (Fernsehserie, 5 Folgen)
- 1954: 08/15
- 1954: Ein Mädchen aus Paris
- 1955: Drei Mädels vom Rhein
- 1955: Heldentum nach Ladenschluß
- 1955: Gestatten, mein Name ist Cox
- 1955: Verrat an Deutschland
- 1955: Banditen der Autobahn
- 1955: Ein Herz voll Musik
- 1956: Die schöne Meisterin
- 1956: Das Liebesleben des schönen Franz
- 1956: Ich und meine Schwiegersöhne
- 1956: Die wilde Auguste
- 1956: Die Rosel vom Schwarzwald
- 1957: Haie und kleine Fische
- 1958: Scampolo
- 1958: Grabenplatz 17
- 1958: So ein Millionär hat’s schwer
- 1958: Die Trapp-Familie in Amerika
- 1958: Die grünen Teufel von Monte Cassino
- 1959: Schlag auf Schlag
- 1959: Bobby Dodd greift ein
- 1959: La Paloma
- 1959: Nick Knattertons Abenteuer
- 1959: Rosen für den Staatsanwalt
- 1959: Menschen im Hotel
- 1959: Paradies der Matrosen
- 1959: Buddenbrooks
- 1960: Aufruhr
- 1960: Sooo nicht, meine Herren!
- 1960: Wenn die Heide blüht
- 1960: Schachnovelle
- 1962: Genosse Münchhausen
- 1962: Lieder klingen am Lago Maggiore
- 1962: Straße der Verheißung
- 1963: Der Zinker
- 1964: Die Gardine
- 1964: Tim Frazer: Der Fall Salinger (Durbridge-Fernsehsechsteiler, Teil 1 und 2)
- 1964: Marie Octobre
- 1971: Und Jimmy ging zum Regenbogen
- 1972: Der 21. Juli
- 1972: Tatort – Rechnen Sie mit dem Schlimmsten (Fernsehreihe)
- 1973: Sonderdezernat K1 (Fernsehserie, Folge Ganoven-Rallye)
- 1974: Tod in Astapowo
- 1974: Der Kommissar (Fernsehserie, Folge 77: Ohne auf Wiedersehen zu sagen)
- 1974: Der Tod der Schneevögel
- 1976: Gesellschaftsspiele
- 1976: Eurogang (Fernsehserie, Folge Der Helfer)
- 1977: Das höfliche Alptraumkrokodil
- 1977: Sanfter Schrecken
- 1977: Haben Sie nichts zu verzollen?
- 1977: Der Alte – (Folge 1: Die Dienstreise)
- 1978: Sechs Millionen (Fernsehsechsteiler, Folge Die neue Armut des Wilhelm St.)
- 1978–1986: Derrick (Fernsehserie, verschiedene Rollen, 5 Folgen)
- 1979: Der Mörder
- 1979: Das Komplott
- 1983: Frau Juliane Winkler
- 1984: Gesichter des Schattens
- 1984: Delfter Kacheln
- 1985: Polizeiinspektion 1 (Fernsehserie, Folge Die wilden Jahre)
- 1985: SOKO München (Fernsehserie, Folge Waldesruh)
- 1985: Die doppelte Welt
- 1986: Rückfahrt in den Tod
- 1987: Tatort – Spielverderber
- 1988: Die Bombe
- 1988: Anwalt Abel – Der Dienstagsmann (Fernsehreihe)
- 1988: Die Männer vom K3 – Schützenfest (Fernsehreihe)
- 1988: Ein Fall für zwei (Fernsehserie, Folge Kurz hinter Ankara)
- 1988: Der Alte – Folge 125: Schweigen für immer
- 1988: Der Alte – Folge 135: Ein ganz gewöhnlicher Mord
- 1988: Die Gunst der Sterne
- 1988: Die Schwarzwaldklinik (Fernsehserie, 19 Folgen)
- 1989: Großstadtrevier (Fernsehserie, Folge Zielschuss Rot)
- 1989: Ein Fall für zwei (Fernsehserie, Folge Der Schlüssel)
- 1990: Das Erbe der Guldenburgs (Fernsehserie, 2 Folgen)
- 1990: Kommissar Klefisch – Ein Fall für Onkel (Fernsehreihe)
- 1990: Hotel Paradies (Fernsehserie, 16 Folgen)
- 1990: Die Kupferfalle
- 1991: Der Deal
- 1992: Glückliche Reise – Rio (Fernsehreihe)
- 1992: Kommissar Klefisch – Ein unbekannter Zeuge
- 1992: Mallorca – Liebe inbegriffen
- 1993: Der große Bellheim (Fernsehvierteiler, 3 Folgen)
- 1994: Alles Glück dieser Erde (Fernsehserie)
- 1995: Kommissar Klefisch – Klefischs schwerster Fall
- 1995–1996: Dr. Stefan Frank – Der Arzt, dem die Frauen vertrauen (Fernsehserie, mehrere Folgen)

## Hörspiele
- 1969: Jürgen Becker: Hausfreunde – Regie: Klaus Schöning (Hörspiel – WDR/SDR/SWF)
- 1987: Adolf Schröder: Katzengeschrei – Regie: Ernst Jacobi (Kriminalhörspiel HR/SWF)